# 晴れてハレルヤ
「晴れてハレルヤ」とは、1995年6月25日に発売された奥井亜紀の4枚目のシングル。

## 概要
このシングルはABCテレビ製作・テレビ朝日系の、1994年放送開始のアニメ『魔法陣グルグル』のオープニングテーマに使われ（本楽曲の使用開始は1995年6月放送分より）、奥井亜紀の中で最も売れた作品となっている。

## 収録曲
1. 晴れてハレルヤ
作詞・作曲：奥井亜紀　編曲：小野寺明敏
2. あなたに会いにいこう
作詞・作曲：奥井亜紀　編曲：小野寺明敏
3. 晴れてハレルヤ（オリジナルカラオケ）